# Limbella tricostata
Limbella tricostata là một loài Rêu trong họ Neckeraceae. Loài này được (Sull.) Müll. Hal. ex E.B. Bartram miêu tả khoa học đầu tiên năm 1933.